# Rhithrogena notialis
Rhithrogena notialis är en dagsländeart som beskrevs av Allen och Cohen 1977. Rhithrogena notialis ingår i släktet Rhithrogena och familjen forsdagsländor. Inga underarter finns listade i Catalogue of Life.